# Desertec
Desertec (Eigenschreibweise: DESERTEC) ist eine Stiftung, die das Ziel verfolgt, nachhaltig und ökologisch vertretbar elektrische Energie an sonnenreichen Standorten der Welt zu erzeugen. Sonnenreiche Wüsten stehen daher im Fokus. Die Energie soll dort für den lokalen Verbrauch genutzt, aber auch in Industrieregionen exportiert werden, z. B. mittels Hochspannungs-Gleichstrom-Übertragung. Energiepartnerschaften sollen Entwicklungsperspektiven ermöglichen.
Das Konzept zur Energieversorgung wurde von der Trans-Mediterranean Renewable Energy Cooperation (TREC) entwickelt, einem internationalen Netzwerk von Politikern, Wissenschaftlern und Ökonomen. Die Desertec Foundation ging aus diesem Netzwerk hervor und ist eine gemeinnützige Stiftung. 
Mehrere wissenschaftliche Studien, u. a. vom deutschen DLR, legen nahe, dass das Konzept umsetzbar sei und ökologische und ökonomische Vorteile für Europa und Afrika bieten kann. Allerdings waren Photovoltaik und Solarthermiekraftwerke Anfang der 2010er nicht in der Lage, vor Ort oder in Europa mit fossilen Energieträgern wirtschaftlich zu konkurrieren, wodurch sich die Umsetzung des Projektes verzögerte. 
Nachdem der Preis für Solarthermiekraftwerke und Photovoltaik stark gesunken war, wurden erste Pilotprojekte wie das Kraftwerk Ouarzazate (Al Noor Project, Marokko) und der Solarpark Benban (Ägypten) errichtet. 
Mit der Genehmigung und Finanzierung des ELMED-Projekts konnte die Initiative auch ihr Ziel umsetzen, Stromkabel zwischen Afrika und Europa zu initiieren. 
Neben der DESERTEC Foundation entstanden nach und nach weitere, von der Stiftung unabhängige Initiativen, die ebenfalls das Ziel verfolgen, erneuerbare Energien in Wüstenregionen zu fördern. China baut seit 2018 Solarthermie, Photovoltaik und Wind in der Gobi-Wüste aus und es gibt Bestrebungen, Australien und Südostasien per Stromkabel zu verbinden.

## Konzept und Geschichte von Desertec

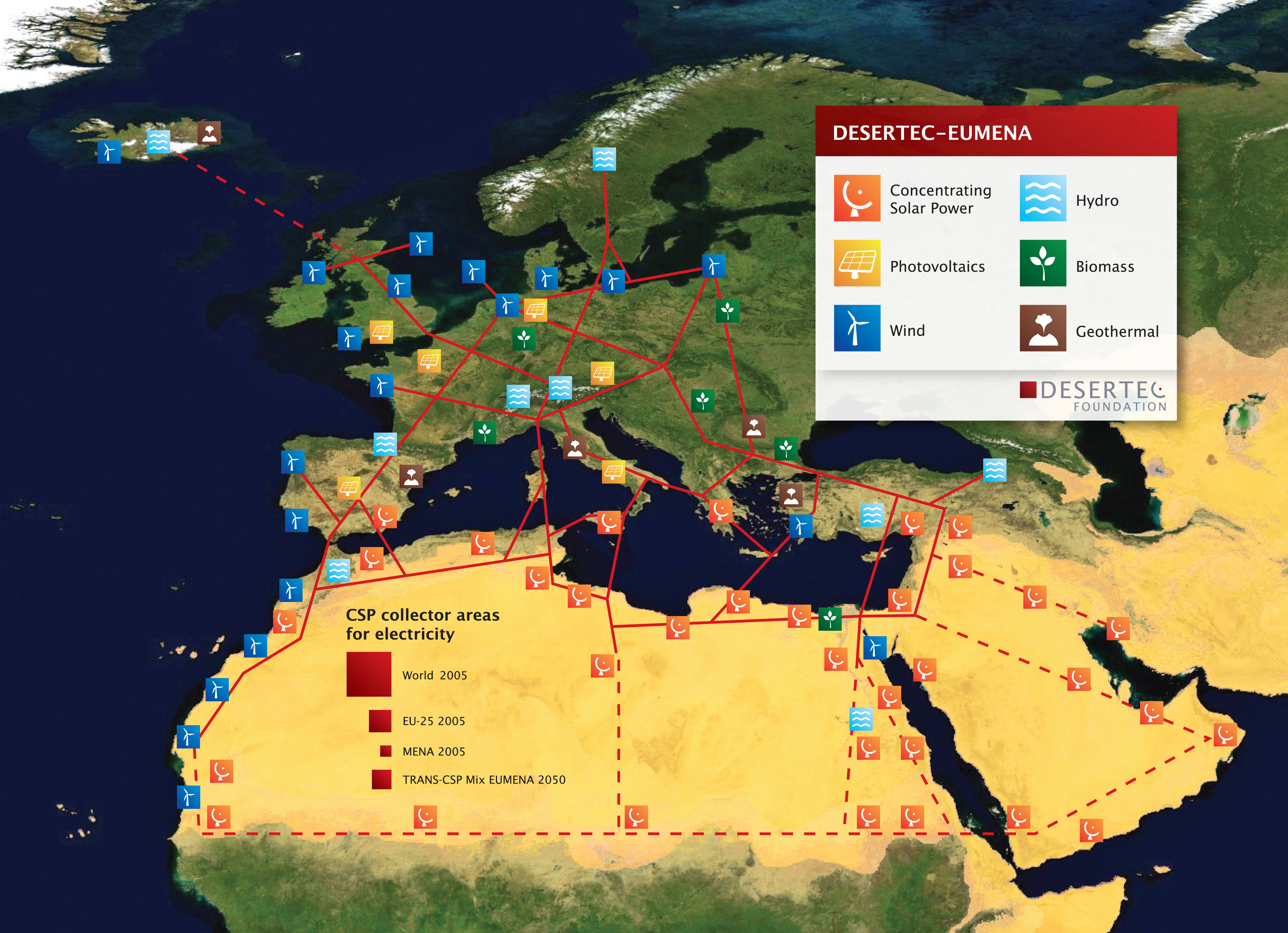
Skizze einer möglichen Infrastruktur für eine nachhaltige Versorgung von Europa, dem Nahen Osten und Nordafrika (EU-MENA)

### Grundidee und Vorgängerorganisationen (2003–2009)
Das Konzept sah bei Gründung der Desertec Foundation vor, an geeigneten Standorten der Welt Ökostrom zu erzeugen und diesen mittels Hochspannungs-Gleichstrom-Übertragung (HGÜ) zu Verbrauchszentren zu leiten. Über die Jahre kamen Pläne zu Wasserstoff und anderen chemischen Energieträgern, insbesondere Eisenbrennstoff, hinzu. Heute wirbt die Stiftung für eine Kombination aus Stromtrassen und chemischen Energieträgern, um die Abnahme zu diversifizieren.
Dieses Konzept wurde und wird von verschiedenen Akteuren aus Politik und Wirtschaft verfolgt, die z. T. nur lose miteinander kooperieren oder unabhängig voneinander sind. Die Grundidee, die Produktion von Ökostrom in einstrahlungsreichen Regionen, wurde bereits seit Ende der 1980er Jahre erforscht. Von wissenschaftlicher Seite wurden eine Reihe verschiedener Szenarien und Pläne für die Entwicklung von Solarstromkapazitäten in Nordafrika entwickelt. 2009 gründeten die Desertec Foundation und 12 Gesellschafter die privatwirtschaftliche Initiative Dii, deren Ziel es war, mittels Solarstrom aus Nordafrika 15 % des europäischen Strombedarfs zu decken.
Die erste Fokusregion zur Umsetzung dieses Konzepts sollte die MENA-Region sein. Hier sollte mithilfe von solarthermischen Kraftwerken, eventuell auch Photovoltaik und Windkraftanlagen, die Stromerzeugung und dann auch Wasserentsalzung vorangetrieben werden. Der saubere Strom sollte einen wesentlichen Teil des Eigenbedarfes der MENA-Länder decken und darüber hinaus mittels Hochspannungs-Gleichstrom-Übertragung (HGÜ) mit geringen Übertragungsverlusten bis nach Europa geleitet werden. Die Einspeisung von Wüstenstrom in das europäische Stromnetz sollte als ergänzende Maßnahme zur Nutzung europäischer erneuerbarer Energieressourcen dienen. Für die Menschen im Nahen Osten und in Nordafrika (MENA) sollte dies Arbeitsplätze, Einkommen, Meerwasserentsalzung ohne CO2-Emissionen und eine Verbesserung der Infrastruktur bedeuten.
Das Desertec-Konzept wurde von der Trans-Mediterranean Renewable Energy Cooperation (TREC) entwickelt, die 2003 auf Initiative des Club of Rome, des Hamburger Klimaschutz-Fonds und des Jordanischen Nationalen Energieforschungszentrums (NERC) gegründet wurde. Den Kern von TREC bildete ein internationales Netzwerk aus Politikern, Wissenschaftlern und Ökonomen. Der Physiker Gerhard Knies und Prinz Hassan ibn Talal von Jordanien, der damalige Präsident des Club of Rome, waren die treibenden Kräfte hinter der Gründung und dem Aufbau des Netzwerks. Die grundlegenden wissenschaftlichen Studien zu Desertec wurden von TREC in Zusammenarbeit mit dem Deutschen Zentrum für Luft- und Raumfahrt (DLR) durchgeführt, unter Leitung des DLR-Forschers Franz Trieb.

### Gründung und Umstrukturierung (2009–2014)
Die DESERTEC Foundation wurde 2009 gegründet, um das DESERTEC Konzept öffentlich zu kommunizieren und Entscheidungsträger aus Wissenschaft, Politik und Wirtschaft zu vernetzen. Im selben Jahr gründeten die Desertec Foundation und 12 Gesellschafter die privatwirtschaftliche Initiative Dii, um die Idee mit Industriepartnern umzusetzen. 
Im Jahr 2010 gründete sich das Desertec University Network, um den Wissensaustausch rund um Wüstennutzung zu fördern.
Im Jahr 2012 startete eine Wissensplattform, um den internationalen Wissensaustausch und die Zusammenarbeit der Desertec-Community zu vereinfachen. Dieses Projekt wurde von der Deutschen Bundesstiftung Umwelt (DBU) gefördert.
Es wurden sowohl in Marokko, Algerien und Tunesien Projekte in Betracht gezogen. In Marokko ist die staatliche „Moroccan Agency for Sustainable Energy“ (kurz: MASEN) ein Projektinitiator, der die marokkanische Energiewende durch Pilotprojekte voranbringen soll. MASEN wurde 2010 gegründet und trat mit Desertec in Kontakt, um erste Pilotprojekte zu planen.
Auch mit der algerischen Politik befand sich Desertec im Austausch. Am 9. Dezember 2011, im Rahmen eines Treffens zwischen Algerien und der EU in Brüssel, unterzeichnete der Geschäftsführer des algerischen staatlichen Elektrizitätskonzerns Sonelgaz – im Beisein des algerischen Energieministers Youcef Yousfi und des EU-Kommissars für Energie Günther Oettinger – eine Kooperationserklärung. Im Mittelpunkt dieser strategischen Partnerschaft stehen die Stärkung und der Austausch technischer Expertise, die Suche nach Mitteln und Wegen für den Zugang zu ausländischen Märkten und die Förderung der gemeinsamen Entwicklung der erneuerbaren Energien in Algerien und im Ausland.
Trotz der vielen Mitglieder aus der privaten Wirtschaft konnte die Industrieinitiative keine Projekte umsetzen, so dass die Desertec Foundation mit der Weltbank in Kontakt trat, um Pilotprojekte umzusetzen, was die Umsetzung allerdings verzögerte. Die meisten Partner der Industrie-Initiative und die Desertec Foundation verließen daraufhin das Konsortium. Die Industrie-Initiative wurde in der damaligen Form aufgelöst. Drei verbleibende Gesellschafter und Berater der Industrie-Initiative gründeten daraufhin die Dii-Desert Energy (Siehe ähnliche Vorhaben), welche sich mehr auf die Beratung der Energiewirtschaft auf der arabischen Halbinsel konzentriert. Das Unternehmen hat seitdem seinen Sitz in Dubai.
Für diese Verzögerung wurden von verschiedenen Akteuren und Beobachtern verschiedene Faktoren verantwortlich gemacht. Ausschlaggebend für den Rückzug der Unternehmen war der damals fehlende Investitionsanreiz, da Solarthermiekraftwerke und Photovoltaik Anfang der 2010er ohne staatliche Förderung nicht mit fossilen Kraftwerken konkurrieren konnten.
Auch Fragen nach der Versorgungssicherheit (siehe Politischer Kontext des Desertec Projektes) sorgten für politische Diskussionen um das Projekt in Europa.
Die Desertec Foundation kritisierte, dass gemeinsame Energiepartnerschaften zwischen Europa und Afrika seit Jahrzehnten möglich seien, wenn es um fossile Energieträger geht. Sobald aber erneuerbare Energien gefördert werden sollen, würden die Fragen um Versorgungssicherheit, Terrorismus auf Infrastruktur und politischer Instabilität den Ausbau von erneuerbaren Energien behindern: Nordafrika lieferte zwischen 2005 und 2023 11–15 % des europäischen Gasverbrauchs und ist bis heute eine der wichtigsten Gaslieferanten Europas.
Eine langfristige Unterbrechung der Gasversorgung durch terroristische Anschläge auf Pipelines gab es nie, auch wurde Europa nicht aus politischen Gründen von der Versorgung abgeschnitten, und auch während des Arabischen Frühlings kam es zu keiner Unterbrechung der Gasversorgung. Weder in Marokko noch Tunesien gelang es jemals einer Terrorgruppe, gezielt die Energieinfrastruktur anzugreifen. Lediglich in Algerien gab es einen größeren Angriff auf ein algerisches Gasfeld. Dieser ereignete sich 2013, der das Werk Amenas für 4 Tage blockierte.
Trotz großer Kooperationen zwischen Europa und Nordafrika im fossilen Energiesektor und Unterstützung des Desertec Konzeptes durch die Politik in Nordafrika verzögerte sich die Umsetzung erster Pilotprojekte. Viele Medien bewerteten 2013 und 2014 diese Verzögerung als Scheitern des Projektes, obwohl weiterhin Vorbereitungen zur Umsetzung eines Pilotprojektes durchgeführt wurden und diese wenig später im Baubeginn von Pilotanlagen resultierten.

### Umsetzung erster Pilotprojekte (2014–2024)
Für die Umsetzung erster Pilotprojekte fokussierte sich die Desertec Foundation zunehmend auf die Vernetzung lokaler politischer Akteure mit Förderbanken. Unter der Führung der Weltbank, welche ein Förderprogramm zur Implementierung der Solarthermie in Nordafrika aufstellte, wurde 2013 mit dem Bau des Al Noor Kraftwerkkomplexes in Ouarzazate (Marokko) begonnen, dessen erste Ausbaustufe 2016 fertiggestellt wurde. Das Projekt wurde um mehrere Ausbaustufen erweitert, die 2018 fertiggestellt wurden.
In Ägypten begann 2018 der Bau des Benban Solar Park, welcher von der Bayerischen Landesbank und der Arabisch-Afrikanischen Förderbank finanziert wurde. Das Projekt wurde 2019 fertiggestellt und war einer der größten Solarparks der Welt.
Im Jahr 2020 veröffentlichte die Desertec Foundation eine Studie zur Umsetzbarkeit einer Stromtrasse von Nordafrika nach Europa (Siehe Studien zu Desertec). Die Studienergebnisse wurden im Austausch mit italienischen und tunesischen Entscheidungsträgern beworben. Die Desertec Foundation initiierte mit dem Senator von Sizilien, Pietro Lorefice, am 16. Juni 2022 ein Energiesymposium in Rom, auf dem Entscheidungsträger aus Politik, Wirtschaft und Wissenschaft zusammenkamen.
Im Dezember 2022 wurde bekannt gegeben, dass italienische Entscheidungsträger eine Stromtrasse zwischen Tunesien und Sizilien genehmigen werden. Das ELMED-Projekt wird u. a. von der Europäischen Investmentbank gefördert.

## Ähnliche Vorhaben

### Changji-Guquan-Leitung in China
Auch die Volksrepublik China nutzt vermehrt Wüstenregionen, um den Anteil an erneuerbaren Energien im Land zu erhöhen. Dabei spielt vor allem die Gobi-Wüste eine zentrale Rolle. Die Changji-Guquan-Leitung verbindet dabei, ähnlich wie beim Desertec-Konzept, Wüstenregionen mit Ballungszentren. Die Leitung wurde 2019 fertiggestellt, erstreckt sich über 3000 km und hat eine Gesamtkapazität von 12 GW. Da diese Übertragungsleistung in der Lage ist, mehrere Kohlekraftwerke zu ersetzen, wurde auch auf Solarthermie-Kraftwerke gesetzt, um das Lastprofil von Kohlekraftwerken mit erneuerbaren Energiequellen nachzubilden. Somit kann durch eine Kombination aus Solarthermie, Photovoltaik und Wind rund um die Uhr elektrische Energie zu den Ballungszentren geliefert werden.

### Al Maktoum Solarpark
Der Al Maktoum Solar Park Complex in Dubai ist einer der größten Solarparks der Welt. Das Projekt umfasst mehrere Ausbaustufen. Die vierte Stufe wurde im Dezember 2023 fertiggestellt und umfasst das größte Solarthermiekraftwerk der Welt.
Insbesondere der niedrige Preis des Solarthermiekraftwerkes von umgerechnet 6–7 Cent/kWh erregte Aufsehen, da es sich um das erste Kraftwerk der Welt handelt, welches ohne Subventionen mit Gaskraftwerken konkurrieren kann.
Zwar haben Photovoltaik und Wind in vielen Ländern Kohle und Gas im Preis unterboten, dies liegt aber zum Teil an Subventionen oder zusätzlichen Kosten für fossile Energieträger, etwa durch Steuern auf Emissionen oder den gesetzlich verpflichtenden Kauf von Emissionszertifikaten. Auch entstehen bei Integration von wetterabhängigen Energiequellen wie PV und Wind in das Stromnetz weitere Kosten, insbesondere die Speicherkosten, die bei Solarthermikraftwerken entfallen.

### Australian Asian Power Link
Auch in Australien gibt es Bestrebungen, in der Wüste produzierten Strom ins Ausland zu transportieren. Insbesondere Singapore hat sein Interesse bekundet, Strom aus Australien kaufen zu wollen.
Allerdings verzögerte sich das Projekt mehrmals, da es Schwierigkeiten bei der Genehmigung der Stromtrasse als auch Differenzen zwischen den Investoren des Projektes gab.

### Desert Energy
Von 2009 bis 2014 untersuchte und evaluierte ein Zusammenschluss mehrerer Unternehmen die Möglichkeiten der Realisierung der Desertec Vision in der Mittelmeerregion und im Nahen Osten aus Perspektive der Industrie. Hierfür unterzeichnete die Desertec Foundation am 13. Juli 2009 zusammen mit der Münchener Rückversicherungs-Gesellschaft und 12 anderen Firmen eine Vereinbarung (Memorandum of Understanding). Am 30. Oktober 2009 wurde die Dii GmbH dann mit folgenden Gesellschaftern aus Europa und Nordafrika gegründet:
- ABB
- Abengoa
- Cevital
- Deutsche Bank
- E.ON
- Enel Green Power
- Flagsol
- HSH Nordbank
- M+W Group
- Münchener Rück
- Nareva
- RWE
- Compagnie de Saint-Gobain
- Siemens

Der ursprüngliche Plan, ein Netz aus Kraftwerken zu bauen, wurde aufgegeben und man konzentrierte sich schließlich auf beratende Funktionen. Ende 2014 haben die meisten Gesellschafter ihre Verträge mit Dii nicht verlängert. Mit RWE, State Grid Corporation of China und ACWA Power formierte man sich zur Desert Energy GmbH, welche unabhängig von Desertec operiert. Seitdem arbeitet die Desert Energy GmbH von seiner Basis in Dubai für die beschleunigte Integration von erneuerbaren Energien in der MENA-Region und die Integration in den Energieweltmarkt weiter. Die Gesellschaft soll die erworbene Expertise nutzen, um Länder im arabischen Raum beim Aufbau regenerativer Energieerzeugung zu beraten.

### X-Links
Das Projekt X-Links beabsichtigt, Marokko und Großbritannien mit einem Unterseekabel zu verbinden.
Dem Projekt wurde von der britischen Regierung im August 2023 eine „nationale Bedeutung“ (englisch original: „national importance“) attestiert, was die Genehmigung beschleunigen soll.
Auch wurden erste Gelder zur Projektentwicklung akquiriert. Da das Projekt hauptsächlich auf Photovoltaik und Wind setzt und nicht wie beim Desertec Konzept vorgesehen eine Kombination aus Photovoltaik und Solarthermie integriert, besteht aus Sicht einiger britischer Beobachter eine stärkere Konkurrenz zu Windparks, die das Vereinigte Königreich in der Nordsee errichten möchte. Sowohl Photovoltaik als auch Wind liefern wetterabhängig Strom und bedienen damit andere Marktsegmente als Solarthermie-Kraftwerke, welche direkt mit Kohle- und Gaskraftwerken um Nachtstrom- , Grundlast- oder Reserve-Verträge konkurrieren. Das Team von X-Links möchte daher mit Batterien den Strom zwischenspeichern. Da dies teurer als die Nutzung von Solarthermie ist, plant das Projekt, durch einen „Contracts-for-Difference“-Vertrag mit der britischen Regierung die Differenz zum Marktpreis auszugleichen. Einen solchen Abnahmevertrag hat die britische Regierung aber (noch) nicht zugesichert. Von der Nutzung von Solarthermie sieht man ab, um den höheren technischen Planungsaufwand bei der Projektentwicklung zu vermeiden.

## Wissenschaftlicher Kontext zum Desertec Konzept

### Studien zu Desertec

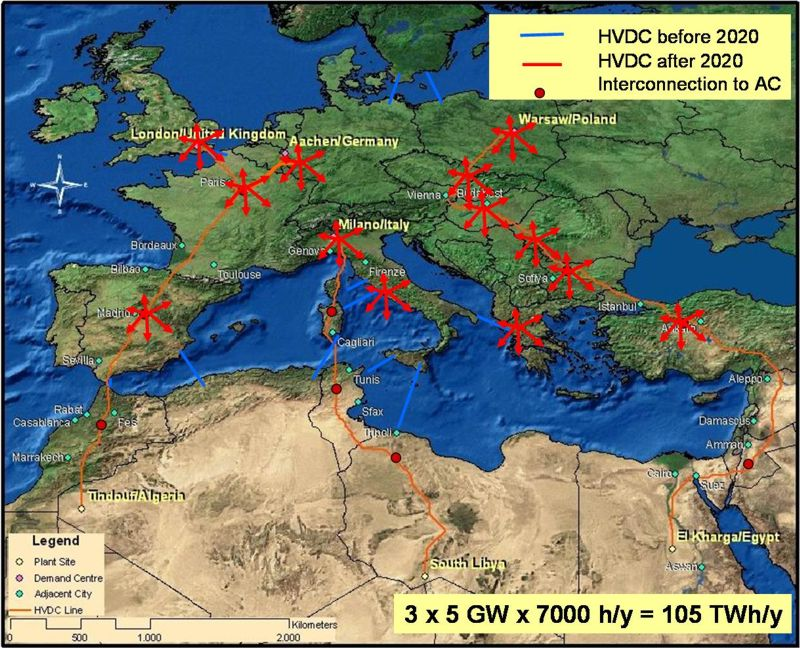
EU-MENA-Connection mit existierenden und geplanten Leitungen vor 2020 (blau) und drei vom DLR untersuchte Trassen (orange)

Die grundlegenden wissenschaftlichen Studien zu Desertec wurden von TREC in Zusammenarbeit mit dem Deutschen Zentrum für Luft- und Raumfahrt unter Leitung des DLR-Forschers Franz Trieb durchgeführt. Maßgeblich beteiligt daran waren zudem die Forschungseinrichtungen für erneuerbare Energien der Regierungen von Marokko (CDER), Algerien (NEAL), Libyen (CSES), Ägypten (NREA), Jordanien (NERC) und Jemen (Universitäten Sana'a und Aden). Die Studien wurden finanziert vom deutschen Bundesumweltministerium (BMU).
Die DLR-Studien „MED-CSP“ und „TRANS-CSP“ untersuchten unter anderem die in MENA verfügbaren Ressourcen an erneuerbaren Energien, den erwarteten Bedarf an elektrischer Energie und Wasser in EU-MENA bis 2050 und den Aufbau eines Stromverbundes zwischen Europa, dem Nahen Osten und Nordafrika (EU-MENA-Connection). Die „AQUA-CSP“-Studie über den Bedarf, das Potenzial und die Auswirkungen von solarer Meerwasserentsalzung in MENA wurde Ende 2007 fertiggestellt. Die Studien ergaben, dass solarthermische Kraftwerke auf einem Gebiet von weniger als 0,3 % der Wüstenfläche des Nahen Ostens und Nordafrikas genügend elektrische Energie und entsalztes Wasser für den steigenden Bedarf dieser Länder sowie für Europa erzeugen können. Stromerzeugung durch Windkraft ist besonders in Marokko und am Roten Meer attraktiv. Die Union für das Mittelmeer, an der sich alle MENA-Staaten außer Libyen beteiligen, zeigte sich an einer solchen Kooperation interessiert.
Die Dii GmbH veröffentlichte im Juni 2012 eine weitere Studie unter dem Titel „Desert Power 2050“, in der vom Fraunhofer ISI weitere Szenarien untersucht wurden. Nach den Ergebnissen der Studie kann die MENA-Region ihren Strombedarf durch erneuerbare Energien decken und zusätzlich eine Exportindustrie mit einem Jahresumsatz von über 60 Milliarden Euro aufbauen. Europa könnte durch den Import von Wüstenstrom jährlich etwa 30 Milliarden Euro sparen.
Im Jahr 2020 stellte die Stiftung eine Studie zur Errichtung von HGÜ-Leitungen vor. In dieser wurden verschiedene Verläufe von Leitungen zwischen Nordafrika und Deutschland durchgerechnet. Die Untersuchung bestätigte die Einschätzung, dass der Leitungsabschnitt im Meer am teuersten käme und daher kurze Untersee-Verbindungen in der Straße von Gibraltar oder über Sizilien am sinnvollsten seien. Am günstigsten wäre eine Freilandleitung mit Gesamtkosten von 5 Milliarden Euro, ein Erdkabel würde dagegen 15 Milliarden Euro kosten. Da durch den Kohleausstieg und die Abschaltung von Atomkraftwerken Umspannwerke frei würden, die eine etablierte Netzanbindung haben, könne bereits existierende Infrastruktur genutzt werden, was Zeit, Platz und Geld spare.

### Technologie

Prinzip eines Parabolrinnen-Sonnenkollektors

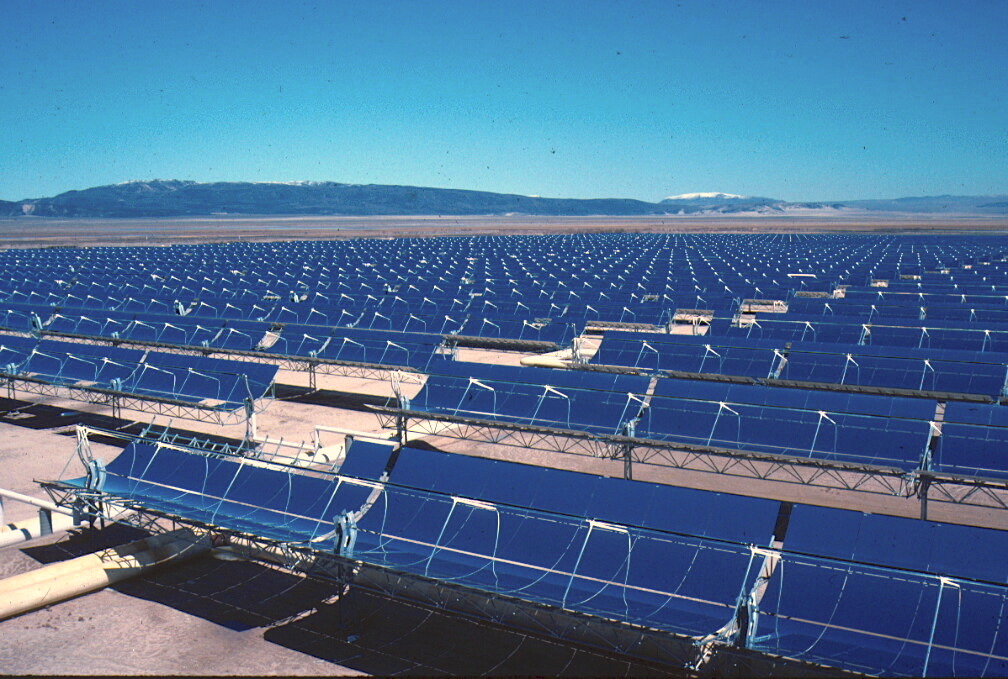
Parabolrinnenkraftwerk in Kalifornien/USA, Kramer Junction

Das Desertec-Konzept sieht mehrere verschiedene Technologien zur Energieproduktion und zum Transport vor.

#### Photovoltaic und Solarthermie
Das DESERTEC-Konzept kombiniert Photovoltaik und konzentrierte Solarenergie (CSP) mit dem Ziel, eine kontinuierliche Versorgung mit emissionsfreier Energieproduktion zu gewährleisten. Photovoltaik ist einfach zu installieren, ist jedoch wetterabhängig und kann ohne zusätzliche Speichereinrichtungen nachts keinen Strom liefern. 
Ein Sonnenwärmekraftwerk (Im englischen CSP für „Concentrated Solar Power“) nutzt Spiegel oder Linsen, um eine große Fläche von Sonnenlicht bzw. solarthermischer Energie auf eine kleine Fläche zu konzentrieren. Es existieren verschiedene geometrische Ausführungen, wobei der Parabolrinnenkollektor und der Solarturm zu den gebräuchlichsten zählen. Elektrische Energie wird erzeugt, indem das konzentrierte Licht in Wärme umgewandelt wird. Diese Wärme treibt eine Wärmekraftmaschine an (in der Regel eine Dampfturbine), die mit einem elektrischen Generator verbunden ist.
Wärmespeicher können am Tage gewonnene Wärme aufnehmen und die Dampfturbinen nachts antreiben.
Für diese Speicherung existieren unterschiedliche Modelle. Derzeit verwendete Anlagen setzen meist auf Salzlösungen zur Wärmespeicherung. Diese weisen jedoch Herausforderung auf, da die Salzlösung bei zu hoher oder niedriger Temperatur die Anlage beschädigen kann.
Anwendungen mit Festkörper-Wärmespeichern befinden sich jedoch in der Entwicklung, wovon man sich Preissenkungen und weniger Wartungsaufwand verspricht.
Eine technische Herausforderung war die für jede Wärmekraftmaschine notwendige Kühlung, bei klassischen Stromerzeugern meist wasserbasierte Kühltürme. Allerdings sind Anlagen zur Luftkühlung für Kraftwerke bekannt und bereits in der zweiten Ausbaustufe des Solarthermiekraftwerkes Al Noor (Kraftwerk Ouarzazate) verbaut worden. 
Alternativ können Standorte mit ausreichender Wasserzuführung oder Standorte in Küstennähe genutzt werden. Die Entsalzung von Meerwasser und die Nutzung der Kraft-Wärme-Kopplung im Rahmen eines Systemverbunds mit nahegelegenen Siedlungen und Industrien wurde z. B. vom DLR als anzustrebender Zusatznutzen zur Entwicklung der lokalen Industrie und Landwirtschaft angesehen.
Würden solarthermische Kraftwerke in den nächsten Jahrzehnten im großen Stil gebaut werden, wäre nach Berechnungen des DLR eine Senkung der Stromerzeugungskosten auf bis zu 0,04 bis 0,05 €/kWh möglich. Da die Rohstoffpreise für solarthermische Kraftwerke zeitweise schwächer steigen als die Preise fossiler Brennstoffe, geht man davon aus, dass ein Sonnenwärmekraftwerk (CSP) konkurrenzfähig werden kann.
Die modernsten Solarthermiekraftwerke der Welt erreichen Stand 2025 Preise von 0,07 bis 0,11 €/kWh.

Daher sieht das DESERTEC-Konzept den Einsatz von Photovoltaik am Tag und solarthermischer Energie in der Nacht vor.

## Politischer Kontext zum Desertec Projekt

### Energiesituation
Die MENA Region (Middle East; North Africa) bezieht trotz hoher Sonneneinstrahlung nur einen geringen Anteil des Energieverbrauches aus Sonnenenergie. Unter den Ländern mit der höchsten Solarproduktion findet sich kein Land aus der MENA Region. Lediglich Marokko, das als erstes Solarthermiekraftwerke in Ouarzazate umsetzte, verzeichnet signifikante Fortschritte beim Ausbau der Erneuerbaren Energien.
Zwar verfügen die Länder Nordafrikas über ein ausgedehntes Stromnetz mit geringen Ausfallquoten, aber die Infrastruktur und insbesondere Lieferketten und Fachpersonal zum Ausbau von Solaranlagen sind in geringem Maße vorhanden.
Insbesondere wirtschaftliche Aspekte behindern den Ausbau von erneuerbaren Energien in Nordafrika:
Der Markt von Photovoltaik wird von China dominiert, es gibt außerhalb von China vor allem europäische und nordamerikanische Anbieter. Vollständige Module werden in Afrika bis auf vereinzelte Anbieter in Südafrika nicht produziert. Auch Komponenten für die notwendige Netzinfrastruktur wie Inverter, Transformatoren etc. werden kaum in (Nord-)Afrika produziert.
Durch den für den Import ungünstigen Wechselkurs ist der Aufbau von erneuerbaren Energien trotz geographischer Vorteile teuer, zumal der Import von Komponenten die Handelsbilanz der Länder verschlechtert. Im Gegensatz dazu genießen fossile Energieträger eine existierende Infrastruktur, häufig Subventionen und etablierte Netzwerke aus Entscheidungsträgern in Politik und Wirtschaft. Auch verfügen insbesondere Algerien und Ägypten über eigene große Erdgasvorkommen, so dass die Nutzung von fossilen Energien nicht einseitig die Handelsbilanz belasten.
Das Desertec Konzept beabsichtigt, durch eine trans-mediterrane Energiekooperation diesen Herausforderungen beim Ausbau der erneuerbaren Energien entgegenzutreten. So soll durch den Export von grünem Strom die Handelsbilanz der nordafrikanischen Länder ausgeglichen werden, die mit den eingenommenen Devisen aus dem Export leichter in der Lage sein sollen, Komponenten für die Energiewende auf dem globalen Markt einzukaufen. Die Devisen sollen ebenfalls den Einkauf von Investitionsgütern ermöglichen, um eigene Lieferketten für Energietechnik aufzubauen.
Bei einer Umsetzung des Konzeptes hofft die Desertec Foundation, dass durch den Export somit europäische Stromkunden helfen, den Aufbau der Energiewende in Nordafrika zu finanzieren, damit diese Staaten sich nicht verschulden müssen. Viele afrikanische Staaten verschulden sich, insbesondere bei der Volksrepublik China, um die eigene Infrastruktur aufzubauen.

### Versorgungssicherheit
Bis zum Jahre 2050 könnten, laut dem TRANS-CSP-Szenario etwa 10–25 % des europäischen Strombedarfs aus den Wüsten gedeckt werden. Da genügend Fläche zur Verfügung steht, kann der Anteil aber auch höher sein. Im TRANS-CSP-Szenario liegt der heimische erneuerbare Energieanteil am europäischen Stromverbrauch bis dahin bei etwa 65 % und der MENA-Importanteil bei 17 %. Jedes gut ausgebaute Stromnetz verfügt über ausreichende Kapazitäten an Regelleistung (TRANS-CSP etwa 25 %), um fluktuierende Energiequellen und unerwartete Ausfälle von Leitungen oder Kraftwerken kompensieren zu können. Eine übermäßige Abhängigkeit von einem Land oder von wenigen Kraftwerken kann, wie in den Schaubildern verdeutlicht, durch die Vernetzung einer Vielzahl von solarthermischen und PV-Kraftwerken sowie Windkraftanlagen in vielen Ländern und durch die Nutzung mehrerer HGÜ-Leitungstrassen nach Europa vermieden werden. Die Versorgungssicherheit kann erhöht werden, wenn sich die Anlagen im Besitz vieler öffentlicher und privater Eigentümer befinden würden. Ist Südeuropa durch erste Solarstromimporte weniger auf Stromimporte aus Mitteleuropa angewiesen, sinkt in Europa der Druck, neue Kohle- und Atomkraftwerke zu bauen. Bis sich die MENA-Region als stabil genug erweist und das europäische HGÜ-Supergrid ausgebaut ist, kann das bestehende europäische Netz für die Durchleitung von Solarstrom genutzt werden.
Steigende Stromlieferungen nach Europa würden zu stärkerem Wirtschaftswachstum in MENA führen und sollen diese Region selbst wie auch ihre Beziehungen zu Europa stabilisieren. Der internationale Handel mit erneuerbaren Energien würde die Anzahl der verfügbaren günstigen Quellen erhöhen und die internationale Zusammenarbeit verbessern. Arbeitsplätze in MENA würden entstehen beim Bau und im Betrieb der Kraftwerke sowie bei der Erzeugung von elektrischer Energie und Trinkwasser für die regionale Bevölkerung. Die Möglichkeit günstigen Wasserstoff durch sauberen Strom zu produzieren, könnte den Verkehrssektor langfristig von schwindenden fossilen Brennstoffen unabhängiger machen. Außerdem wäre ein verstärkter Einsatz von Biomasse auf dem Verkehrssektor anstatt auf dem Stromsektor möglich.
Die Energieversorgung eines Staates aus externen Quellen kann die Gefahr politischer Abhängigkeit von anderen Staaten bergen und – im Fall von Konflikten – Erpressbarkeit. Sobald der Importstrom einen gewissen Anteil am Gesamtstrom übersteigt, kann dies ein politisches Risiko darstellen. Bei Desertec gibt es jedoch keine Abhängigkeit von einem einzigen Staat, sondern eine Verteilung auf mehrere unabhängige und systemisch unterschiedliche Staaten. Dies marginalisiere das Risiko und schafft darüber Handelsadern durch Interdependenzen.
Für eine europäische Energiewende müssten alle zur Verfügung stehenden Quellen genutzt werden. Mit einem Anteil von 15 % an Wüstenstrom-Importen in einem europäischen Netz mit 65 % heimischen erneuerbaren Energien und einer entsprechenden Reserve an Gaskraftwerken zum Ausgleich der Regelleistung, wie es die TRANS-CSP-Studie in ihrem Szenario untersucht habe, könne man selbst den gleichzeitigen Ausfall aller HGÜ-Verbindungen zwischen MENA und Europa bis zu deren Wiederinstandsetzung oder einer politischen Lösung kompensieren. Eine Unterbrechung der Stromexporte werde somit eher dem eigenen Land schaden – durch den Verlust von Einkünften aus dem Stromexport, von Vertrauen zukünftiger Investoren und von Arbeitsplätzen. Des Weiteren sei Europa schon heute teilweise von Energieimporten aus politisch nicht vollends stabilen Gebieten abhängig, wie der russisch-ukrainische Gasstreit im Winter 2008/2009 sowie 2014 gezeigt habe. Der Bundesverband Solarwirtschaft sah auch durch den heimischen Ausbau der regenerativen Energien bis 2020 bereits 50 % des Bedarfs in Deutschland gedeckt, unter anderem, weil sich die Photovoltaik stark entwickle. Somit könnte der Zweck für Desertec dann nicht mehr bestehen. Zudem werden Solarmodule deutlich billiger. Es sei fraglich, ob „Concentrated Solar Power“ mit den gesunkenen Stromerzeugungskosten in Europa konkurrieren könne, obwohl in der Wüste bessere Sonneneinstrahlungsbedingungen herrschen. Für das Desertec Projekt bestehe also die Gefahr, dass die Wirtschaft ihre Gelder lieber in lokale Anlagen investieren. Für die Desertec Foundation stehen solarthermische Kraftwerke durch ihre Regelbarkeit nicht in Konkurrenz zur Photovoltaik, sondern sie ergänzen fluktuierende erneuerbare Energien, wie Wind und Photovoltaik, und tragen somit dazu bei, dass diese Energieträger vermehrt im Netz eingesetzt werden können, ohne es zu destabilisieren.
Die politische Situation in der Region gilt als teilweise fragil. Kritiker verweisen auf den arabischen Frühling, dass großflächigen Anlagen oder HGÜ-Verbindungen von Terrorismus betroffen sein können. Auf der anderen Seite betraf der arabische Frühling nur einen Teil von Nordafrika und nicht die gesamte Region. Ein gleichzeitiger, politischer Kollaps aller 5 nordafrikanischer Staaten bleibt aufgrund der unterschiedlichen politischen Ausgangssituationen unwahrscheinlich.

## Auszeichnungen
Am 15. November 2008 wurde die Desertec Foundation zweifach mit dem Utopia-Award der Utopia-Stiftung ausgezeichnet. Dabei erfolgten die Auszeichnungen in der Kategorie Ideen mit dem Jury- und dem Publikumspreis. Laut Jury wird durch das Desertec-Konzept gezeigt, dass „[…] es möglich ist, kurzfristig mit einem Investitionspaket und Infrastrukturprogramm Europa beispielhaft für die Welt energetisch fit für die Zukunft zu machen.“
Die Desertec-Foundation wurde am 17. März 2010 beim Wettbewerb Deutschland – Land der Ideen als „Ausgewählter Ort 2010“ ausgezeichnet und ist somit einer der 365 Preisträger des Wettbewerbs.